# Laurent Burgoa
Pour les articles homonymes, voir Burgoa.
Laurent Burgoa, né le 4 février 1969 à Nîmes (Gard), est un homme politique français, membre des Républicains.
Ancien adjoint de Jean-Paul Fournier à la mairie de Nîmes (2008-2020) et conseiller général puis départemental du Gard (2011-2021), il est élu sénateur du Gard en 2020.

## Biographie
D'origine basque, Laurent Daniel Burgoa est le fils de Jean-Claude Burgoa, ancien adjoint au maire de Nages-et-Solorgues, et de Monique Burgoa, grande électrice lors de l'élection qui le voit devenir sénateur en 2020.

### Formation universitaire et politique
Laurent Burgoa est titulaire d’un diplôme d'études approfondies de droit pénal et sciences criminelles de la faculté de droit de Montpellier de laquelle il est sorti lauréat en 1989-1990[réf. nécessaire].
Il devient directeur de cabinet de Jean-Paul Fournier, président de Nîmes Métropole, à la suite de la création de la communauté d’agglomération en 2001. Il démissionne de son poste afin de pouvoir être candidat aux élections municipales de Nîmes, en 2008, sur la liste du maire sortant, Jean-Paul Fournier[réf. nécessaire].

### Débuts en politique
Il adhère au Rassemblement pour la République (RPR) en 1997.
En 2008, il devient adjoint au maire de Nîmes, Jean-Paul Fournier, chargé des quartiers Costières délégué à la politique de la ville. La même année, il devient conseiller communautaire de l’agglomération de Nîmes Métropole.
En 2011, il est élu au conseil général du Gard et réélu en 2015 où il est chef de file de l’union de la droite et du centre aux élections départementales.
En 2013, il suscite une polémique en fustigeant, au nom de la laïcité, une publicité « spécial ramadam [sic pour ramadan] », Abdallah Zekri l'accusant ainsi de « flirte[r] avec l'extrême droite »,,.
De 2014 à 2020, il est adjoint au maire de Nîmes délégué à la Rénovation urbaine, au Contrat de ville et aux Centres sociaux. Élu sénateur en 2020, la loi sur le non cumul des mandants l'oblige à démissionner de ses fonctions d'adjoint au maire[réf. nécessaire].

### Chef de file de l’union de la droite et du centre aux élections départementales de 2015
Laurent Burgoa a mené la liste « Bon Sens Gardois », union de la droite et du centre, aux côtés de Thierry Procida, pour les élections départementales de mars 2015.
Sur son canton de Nîmes-3, il s’impose au second tour face à la liste Front national avec 64,58 % des voix.
Avec 20 conseillers départementaux de la droite et du centre, 22 de la gauche et 4 du Front national, l’élection du président du conseil départemental est indécise. Au troisième tour de l’élection de ce dernier, Laurent Burgoa fait le choix du retrait de sa candidature. Denis Bouad, candidat socialiste à la présidence du conseil départemental du Gard, est alors opposé à Nicolas Meizonnet, candidat Front national.
Denis Bouad s’impose avec 22 voix contre 5 pour le candidat Front national et 19 abstentions et devient ainsi président du conseil départemental du Gard. Il devient président du groupe Le Bon Sens Républicain au département du Gard, principal groupe d'opposition composé de 13 élus[réf. nécessaire].

### Élection au Sénat
Placé en deuxième position sur la liste « Ensemble, faisons rayonner le Gard, terre de caractères » conduite par Vivette Lopez aux élections sénatoriales, Laurent Burgoa est élu sénateur.
En 2021, il perd son mandat de conseiller départemental, battu à la réélection.

### Détail des mandats
- 2008-2020 : adjoint au maire de Nîmes
- 2008-2020 : conseiller communautaire à la communauté d'agglomération Nîmes Métropole
- 2011-2015 : conseiller général du Gard, élu dans le canton de Nîmes-4
- 2015-2021 : conseiller départemental du Gard, élu dans le canton de Nîmes-3
- Depuis 2020 : sénateur du Gard

### Combats politiques

#### Rattachement du Gard à la région Provence-Alpes-Côte d’Azur
La réforme territoriale prévoyant la fusion de la région Midi-Pyrénées et Languedoc-Roussillon a conduit Laurent Burgoa à demander le rattachement du Gard à la région Provence-Alpes-Côte d’Azur, estimant que Nîmes doit être le pendant occidental de Nice. 
Laurent Burgoa  compte demander au Président du Conseil départemental du Gard l’organisation d’un référendum local afin que les Gardoises et Gardois choisissent à quelle région ils souhaitent être rattachés .
Il devient par ailleurs vice-président de l'Association des amis du Félibrige au Sénat lors de sa fondation en 2025.

#### Radicalisation des jeunes
Le Gard est un des départements les plus touchés par les départs pour le Jihad en Syrie et en Irak. Face à ce problème, les élus du groupe Le Bon Sens Républicain, sous la direction de Laurent Burgoa, ont proposé à Denis Bouad, président du Conseil départemental du Gard, de faire l’union sacrée afin de faire reculer la radicalisation des jeunes. Pour ce faire, il a adressé une série de 5 propositions afin d’établir un « Plan départemental de lutte contre la radicalisation des jeunes »,.

#### Soutien à la corrida
Il dénonce avec virulence la proposition de loi d'Aymeric Caron visant à abolir la pratique de la corrida au nom du bien être animal, affirmant : « Je lui dirai, avec un verbe souvent employé depuis quelques mois : qu'il ne nous emmerde pas ! Qu'il nous laisse vivre en paix ! C'est un député de Paris, qu'il s'occupe des rats sur la ville de Paris, et qu'il nous laisse nos taureaux dans le sud de la France... ».

## Vie privée
Époux de Sophie Deilhes, agente à la direction des Affaires culturelles de la ville de Nîmes, il a deux enfants dont Virgile, apprenti torero. Il est de confession catholique.